# De part dels amics
De part dels amics (títol original en anglès: Cold Sweat, títol original en francès: De la part des copains) és una coproducció internacional franco-italiana de 1970 protagonitzada per Charles Bronson i dirigida per Terence Young. Es basa en la novel·la de 1959 Ride the Nightmare de Richard Matheson. Va ser filmada a Beaulieu-sur-Mer i als voltants. Està doblada al català.

## Argument
Un estatunidenc que viu a França s'ha d'enfrontar al seu passat quan la seva dona i la seva filla són segrestades per antics condemnats convertits en narcotraficants.

## Repartiment
- Charles Bronson com Joe Moran / Joe Martin
- Liv Ullmann com Fabienne Martin
- James Mason com Captain Ross
- Jill Ireland com Moira
- Jean Topart com Katanga
- Michel Constantin com Vermont aka Whitey
- Luigi Pistilli com Fausto Gelardi
- Paul Bonifas com el doctor
- Sabine Sun com l'enfermera

## Producció
La pel·lícula era coneguda per una persecució de cotxes prolongada amb un Opel Commodore GS/E I6 que implicava l'intent del personatge de Bronson de portar un metge a un traficant de drogues ferit a canvi de la seva dona.
L'actriu Liv Ullmann es va queixar en una entrevista que Charles Bronson va ser groller amb ella i la seva filla durant el rodatge. Ella afirma que ell li va tornar el seu nadó quan ella va anar a la seva taula i la va amonestar dient "Si us plau, guarda el teu fill per a tu".